# Alexander Wüst (Fotograf)
Alexander Wüst (* 31. Oktober 1858 in Abertham; † 1946) war ein deutscher Fotograf, der vor allem durch Landschaftsaufnahmen um Abertham und Sankt Joachimsthal im böhmischen Teil des Erzgebirges bleibende Bedeutung erlangte.

## Leben
Wüst wurde 1858 als ehelicher Sohn des Hausbesitzers Johann Wüst und der Pauline geb. Kraus im Haus Abertham Nr. 12 geboren und katholisch getauft. Nach dem Besuch der Volksschule begann er eine Lehre als Fotograf und eröffnete danach in seiner Heimatstadt ein eigenes Atelier. Dort fertigte er hauptsächlich Personenfotografien (Porträts, Brust- und Hüftbilder, Ganz- und Gruppenaufnahmen) an, die er auf Hartpappe klebte und verkaufte. Wie viele seiner Berufskollegen bewahrte er die Fotoplatten für Nachbestellungen eine gewisse Zeit auf.
Am 31. Jänner 1892 wurde er von Pfarrer Johann Endt in der Pfarrkirche von Abertham mit Albertine Anna Kraus, der Tochter des verstorbenen Spitzenhändlers Adalbert Kraus, getraut. Da seine Braut mit ihm verwandt war, musste das Paar vor der Eheschließung mehrere Dispense aus Abertham, Prag und St. Joachimsthal einholen.
Mit dem Aufblühen der Fotopostkarten ging Wüst noch vor dem Ersten Weltkrieg zunehmend dazu über, auch Landschaftsaufnahmen von Abertham und Umgebung anzufertigen und als Handabzüge mit Postkartenaufdruck zu vertreiben. Dadurch dokumentierte er für diese Region das damalige Aussehen von Ausflugszielen wie zum Beispiel dem Pleßberg, Modesgrund und Salmthal. Seine Aufnahmen sind in der Regel die frühesten bekannten Fotografien dieser Orte und werden daher gern gesammelt. Erst zu Beginn der 1920er-Jahre kam Rupert Fuchs aus Neuhammer als Fotograf dieser Region hinzu.
1937 veröffentlichte Wüst kurz vor seinem 80. Geburtstag im Eigenverlag das Werk 25 heitere Geschichten aus Abertham, das 2007 auch in tschechischer Sprache neu aufgelegt wurde. Nach Ende des Zweiten Weltkrieges wurde er aus der Tschechoslowakei vertrieben. Im Alter von 89 Jahren starb Wüst in Bayern.
Heute gibt es in Abertham den Alexander-Wüst-Lehrpfad, der über 17 Stationen u. a. auf den Pleßberg führt und sich zweisprachig der Geschichte, der Geologie und dem Bergbau in Abertham und Umgebung widmet.